# 渚兎奈
渚 兎奈（なぎさ うな）は、日本の女性声優。オフィス・ティービー所属。福井県出身。

## 出演
太字はメインキャラクター。

### テレビアニメ
2010年
- オオカミさんと七人の仲間たち（担任）

2011年
- 日常（おさむ）
- 魔乳秘剣帖（トヨ）

2012年
- クイーンズブレイド リベリオン（子供）
- さくら荘のペットな彼女（おばさん）
- TARI TARI（おばさん）

2013年
- 超次元ゲイム ネプテューヌ THE ANIMATION（子供）
- 凪のあすから（カップル女）

2020年
- 白猫プロジェクト ZERO CHRONICLE（グローザ）

### OVA
- 絶滅危愚少女 Amazing Twins（2014年、母親）

### ゲーム
- 白猫プロジェクト（2014年、グローザ・ノアイユ[2]）
- 封印勇者！マイン島と空の迷宮（2014年）
- ガンガン!!バトルRUSH！（2014年、メグ）
- ウチの姫さまがいちばんカワイイ（2017年、邪麻台姫 卑弥呼）
- モンスターストライク（2022年、花辛[3]）

### 吹き替え

#### 映画
- アイス・アルマゲドン
- アックス・ジャイアント
- アフターショック
- インベーション・アタック
- ウォー・オブ・ザ・ワールド
- キル・ユア・ダーリン
- ゴッド・オブ・バイオレンス シベリアの狼たち
- ハングオーバーゲーム
- パンク・シンドローム
- プリズナーズ
- ロスト・フューチャー

#### テレビドラマ
- エクスタント
- お金の化身
- 刑事ジョー パリ犯罪捜査班
- CSI:13 科学捜査班
- CSI:マイアミ CSI:マイアミ10 ザ・ファイナル
- ポリティカル・アニマルズ
- ボルジア家 愛と欲望の教皇一族
- ユニークライフ　シーズン2 シーズン3（ペイジ・ハーダウェイ役）(Netflix)
- リゾーリ&アイルズ4

#### アニメ
- 笑撃のナムチャックス!（ドーン）